# Büyük Han
Büyük Han (dosł. tur. „Wielka Karczma”, gr. Μεγάλο Χάνι) – największy karawanseraj Cypru znajdujący się w Nikozji, uważany za jedną z najwspanialszych i najważniejszych na wyspie budowli okresu osmańskiego.

## Historia
Wybudowany w dzielnicy bazarowej w 1572, rok po zdobyciu Cypru przez Turków osmańskich, jest uważany za ich najstarszą budowlę na wyspie. Budowę zlecił pierwszy gubernator Cypru Mustafa Lala Pasza. Istnieje dokument archiwalny, z którego wiadomo, że Mustafa Pasza 18 safar 979 (tj. 12 lipca 1571) poprosił architekta ze Stambułu o „odbudowę zamków na Cyprze”. W tym celu wysłano architekta imieniem Bostan. Możliwe, że ten sam architekt zbudował również Büyük Han. Inne źródła podają, że budowniczym był Sinan Pasza, jak twierdzi m.in. turecki archeolog Tuncer Bağışkan.
Karawanseraj początkowo znany był jako Yeni Han, czyli „Nowa Karczma” lub jako Alanyalılar Hanı („Karczma tych z Alanyi”), ponieważ odwiedzali ją tamtejsi kupcy. W XVII w. naprzeciwko placu Asmaaltı wybudowano mniejszy Kumarcilar Han i wtedy Yeni Han zaczęto nazywać „Wielką Karczmą”. Kiedy Cypr znalazł się pod panowaniem brytyjskim w 1878, zajazd przekształcono w więzienie i służył w tej funkcji do 1903. W latach 1903–1947 funkcjonował ponownie jako zajazd i był wynajmowany ubogim rodzinom. W 1962 z powodu problemów strukturalnych i niehigienicznych warunków eksmitowano mieszkańców, a rok później zaczęto prace konserwatorskie, które nie zostały dokończone. Rozpoczęto je ponownie w 1982 i ukończono w 2002.

## Architektura
Büyük Han jest dwukondygnacyjną kamienną budowlą na planie prostokąta (50,67 na 45,25 m). Na parterze znajdowały się magazyny, a piętro było przeznaczone na pokoje gościnne dla kupców i pielgrzymów. Otwarte portyki (riwaq) wsparte na kamiennych kolumnach otaczają czworokątny dziedziniec, pośrodku którego zbudowano wsparty na 6 filarach ośmioboczny meczet przykryty kopułą (miejsce pozostałych dwóch filarów zajmują schody prowadzące na piętro). W XIX w. pod meczetem zbudowano zbiornik wody. Na dziedziniec prowadzi główne wejście w formie ejwanu usytuowane we wschodniej ścianie. Do jego budowy wykorzystano prawdopodobnie materiał pochodzący ze starszych budowli. Drugie, skromniejsze wejście znajduje się w zachodniej ścianie. W czterech rogach dziedzińca znajdują się schody prowadzące na piętro. Izby na piętrze są przykryte sklepieniem żaglastym, a portyki sklepieniem krzyżowym. Każdy z pokoi jest wyposażony w sześcio- lub ośmiokątny komin. Ich kształt i pochodzenie nie są dostatecznie wyjaśnione.

## Wykorzystanie
Po odnowieniu zabytek stał się ważnym miejscem na kulturalnej mapie miasta. Na parterze, w miejscu niegdysiejszych stajni i magazynów, otwarto kawiarnie i szereg sklepów z wyrobami rękodzielniczymi. Pokoje na pierwszym piętrze zajmowane są przez rzemieślników.